# Eriospermum appendiculatum
Eriospermum appendiculatum är en sparrisväxtart som beskrevs av Augusta Vera Duthie. Eriospermum appendiculatum ingår i släktet Eriospermum och familjen sparrisväxter. Inga underarter finns listade i Catalogue of Life.